# Illimo (distrito)
Illimo é um distrito do Peru, departamento de Lambayeque, localizada na província de Lambayeque.

## Transporte
O distrito de Illimo é servido pela seguinte rodovia:
- PE-1NJ, que liga a cidade ao distrito de Piura (Região de Piura)
- LA-108, que liga a cidade de Túcume ao distrito de Morrope [1][2][3]